# Autovía del IV Centenario
La Autovía del IV Centenario o CM-45 comunicará Ciudad Real con Albacete, en España, mediante un enlace con la autovía que está construyendo el Ministerio de Fomento entre Bailén y Albacete, la A-32, cruzando las comarcas del Campo de Calatrava y el Campo de Montiel. Tendrá una longitud de 145 kilómetros y una inversión estimada de 456 millones de euros, construidos por la Junta de Comunidades de Castilla-La Mancha. Actualmente mide 30,220 km y comunica Ciudad Real con Almagro.
El nombre de esta autovía procede de la celebración del cuarto centenario de la publicación de Don Quijote de la Mancha en 2005, año de la presentación de esta autovía.

## Trazado
Esta autovía, de 151 km en total, atravesará las comarcas de: Campo de Calatrava, Campo de Montiel y Sierra de Alcaraz.
Se construirá en dos fases, divididas a su vez en dos tramos, desdoblando la carretera CM-412 entre Ciudad Real y Villanueva de la Fuente y la totalidad de la carretera CM-3208.

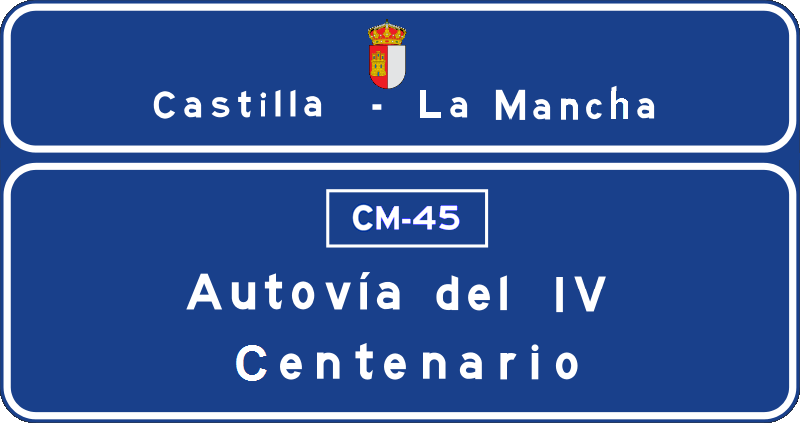
Cartel de la Autovía del IV Centenario

Mapa de la autovía, tanto construida como planeada, y del resto de la CM-412 y la antigua C-415

### Primera fase
La primera fase unirá las poblaciones de Ciudad Real, Miguelturra, Pozuelo de Calatrava, Almagro, Granátula de Calatrava, Moral de Calatrava y Valdepeñas. Tendrá una longitud de trazado de 56,1 km y cruzará el Campo de Calatrava. 
El primer tramo de esta primera fase, ya ha sido construido. Comienza al sur de Ciudad Real, en el enlace de la A-43 y discurre bordeando las ciudades de Miguelturra, Pozuelo de Calatrava y Almagro, hasta el enlace de Granátula de Calatrava, este tramo tiene 30 km de longitud y un coste de 94 millones de euros. Fue inaugurado en Miguelturra por el antiguo presidente de la Junta de Comunidades de Castilla-La Mancha, José María Barreda, el día 15 de septiembre de 2010. El mismo día de la inauguración del primer tramo, el Diario Oficial de Castilla-La Mancha publicó la licitación del segundo tramo de esta primera fase, el que irá desde Granátula de Calatrava a Valdepeñas, de 28 km también de longitud, con un coste estimado de 107 millones de euros, disponiendo la empresa constructora adjudicataria de las obras de treinta meses para ejecutarlas. Este tramo bordeará las localidades de Moral de Calatrava y Valdepeñas.
No salió la adjudicación de las obras del tramo de Almagro-Valdepeñas desde que anunció la licitación de obras. En la legislatura del 2011 al 2015, a debido de la crisis, se pararon y aparcaron este proyecto, además de la licitación quedó cancelada y tiene que volver a modificar el proyecto que publicó en enero del 2015. Ahora quedaba pendiente de relicitación de obras.
Se ha modificado el trayecto de la primera fase, al anunciarse el cambio del trazado de Valdepeñas a Villanueva de los Infantes. Ahora acaba de salir la noticia del 7 de septiembre del año 2015, el nuevo trazado será Valdepeñas a Montiel, en lugar de la carretera autonómica CM-412, desvía a la carretera secundaria CM-3127.
Hasta ahora, queda aparcado el proyecto de la ampliación a Valdepeñas, desde Almagro, con la última noticia reciente del 26 de enero del año 2017, se lo dejará más adelante, sobre 2018 o 2019. Con eso, volverá a licitar y adjudicar las obras del proyecto modificado.

### Segunda fase
La segunda fase de la Autovía del IV Centenario tiene una longitud de 88,3 km y un presupuesto estimado de 255 millones de euros. La segunda fase cruzará las poblaciones de Villanueva de los Infantes, Villahermosa, Villanueva de la Fuente, Alcaraz y la autovía finaliza en la futura Autovía Albacete-Linares, A-32.
El 90% de esta infraestructura discurre por la provincia de Ciudad Real mientras que el 10% restante lo hace por la provincia de Albacete.
Esta nueva autovía realiza parte del trazado de la antigua C-415, carretera de Ciudad Real a Murcia, quedando una vez finalizada, completados 2/3 de la antigua vía en autovía, ya que en Murcia también ha sido desdoblada en la RM-15.

## Tramos
| Denominación | Tramo                                              | Año servicio / Estado (2025)                           | km     |
| ------------ | -------------------------------------------------- | ------------------------------------------------------ | ------ |
| CM-45        | CM-412 Ciudad Real con enlace de la A-41 - Almagro | 2010                                                   | 28     |
|              | Almagro - Valdepeñas A-4                           | Obras canceladas (retrasada, pendiente nuevo proyecto) | 27,8   |
|              | A-4 Valdepeñas - Montiel                           | Pendiente de nuevo proyecto                            | 51 +/- |